# Filipinas nos Jogos Olímpicos de Verão de 1952
As Filipinas competiu nos Jogos Olímpicos de Verão de 1952, realizados em Helsinque, Finlândia.